# Сумтынгъюган (приток Ун-Ёхомъёгана)
Сумтынгъюган (устар. Сумтынг-Юган) — река в Шурышкарском районе Ямало-Ненецкого АО. Устье находится в 12 км по правому берегу реки Ун-Ёхомъёган. Длина реки 12 км.

## Данные водного реестра
По данным государственного водного реестра России относится к Нижнеобскому бассейновому округу, водохозяйственный участок реки — Обь от впадения реки Северная Сосьва до города Салехард, речной подбассейн реки — бассейны притоков Оби ниже впадения Северной Сосьвы. Речной бассейн реки — (Нижняя) Обь от впадения Иртыша.